# Фокко Шлемер
Фокко Шлемер (нім. Fokko Schlömer; 25 серпня 1909, Гросефен — 12 травня 1984) — німецький офіцер-підводник, капітан-лейтенант крігсмаріне.

## Біографія
В липні 1928 року вступив на флот. З 31 січня по 15 серпня 1943 року пройшов курс підводника, з 16 серпня по 15 вересня — курс командира підводного човна, після чого був направлений на будівництво підводного човна U-1164. З 27 жовтня 1943 по 28 червня 1944 року — командир U-1164. 1 липня 1944 року направлений на будівництво U-3008. З 19 жовтня 1944 року — командир U-3008. В березні 1945 року направлений на будівництво U-3061, проте воно не було завершене. 8 травня 1945 року взятий в полон британськими військами.

## Звання
- Рекрут (липень 1928)
- Оберматрос (1 липня 1930)
- Матрос-єфрейтор (1 липня 1932)
- Боцманмат (1 січня 1933)
- Обербоцманмат (1 січня 1935)
- Оберштурман (1 січня 1936)
- Штабсоберштурман (1 січня 1939)
- Лейтенант-цур-зее (1 січня 1942)
- Оберлейтенант-цур-зее (1 липня 1942)
- Капітан-лейтенант (1 квітня 1945)

## Нагороди
- Медаль «За вислугу років у Вермахті» 4-го класу (4 роки)